# Bušin
Bušin is een plaats in de gemeente Pregrada in de Kroatische provincie Krapina-Zagorje. De plaats telt 229 inwoners (2001).